# Брук, Эрик
Э́рик Фред Брук (англ. Eric Fred Brook; 27 ноября 1907 — 29 марта 1965) — английский футболист, выступавший на позиции крайнего левого нападающего. Брук был «мускулистым игроком», обладал «одним из мощнейших ударов в предвоенном футболе» и был хорошим пенальтистом. Признаётся одним из лучших игроков в истории футбольного клуба «Манчестер Сити». Его называли «великолепным бродячим нападающим» и «одним из великих игроков британского футбола».

## Ранние годы
Эрик Брук родился в Мексборо, Йоркшир, в 1907 году. Будучи подростком, играл за любительские клубы «Мексборо Скулз», «Оксфорд Роуд», «Суинтон Примс», «Мексборо Терсдей», «Дирн Вэлли Олд Бойз» и «Уат Атлетик». Последнему клубу в феврале 1926 года «Барнсли» заплатил 200 фунтов за юного Брука. Эрик выступал на позиции крайнего левого нападающего (аналог вингера в современном футболе). За «Барнсли» Брук провёл 78 матчей и забил 18 мячей. Удачные выступления за «Барнсли» привлекли внимание клубов Первого дивизиона.

## «Манчестер Сити»
В 1928 году Брук вместе с партнёром по «Барнсли» Фредом Тилсоном перешёл в «Манчестер Сити», который отдал за двоих игроков в сумме 6000 фунтов. Они оба дебютировали за «Сити» 17 марта 1928 года в матче против «Гримсби Таун» на «Мейн Роуд». Брук и Тилсон перешли в сильную команду, включавшую трёх атакующих игроков сборной Англии (Томми Джонсона, Билли Остина и Фрэнка Робертса), центрального хавбека сборной Англии Сэма Кауана, левого хавбека и капитана сборной Шотландии Джимми Макмаллана. Свой первый гол за «Сити» Брук забил 31 марта того же года в игре против «Клэптон Ориент». Всего в сезоне 1927/28 Брук сыграл за клуб 12 матчей и забил 2 мяча, а «Сити» выиграл Второй дивизион и вышел в Первый дивизион.
В сезоне 1928/29 Брук провёл за «Сити» 42 матча и забил 14 мячей. Его одноклубник Томми Джонсон забил в том сезоне 38 мячей в лиге, что до сих пор является клубным рекордом «Манчестер Сити».
В сезоне 1929/30 Брук помог «Сити» занять 3-е место в лиге. На тот момент команда усилилась правым крайним нападающим Эрни Тоузлендом и фланговым хавбеком Мэттом Басби. В сезоне 1930/31 в «Сити» перешёл шотландский центрфорвард Дейв Халлидей, купленный на замену Томми Джонсону. Несмотря на это, именно Брук стал лучшим бомбардиром клуба в том сезоне с 16 забитыми мячами. В сезоне 1931/32 «Сити» дошёл до полуфинала Кубка Англии, но проиграл в нём «Арсеналу» со счётом 1:0 (единственный гол забил партнёр Брука по сборной Англии Клифф Бастин). В четвёртом раунде того Кубка Англии Брук сделал «дубль» в ворота «Брентфорда».
В Кубке Англии сезона 1932/33 «Сити» добрался до финала. По ходу турнира Брук забил два мяча в ворота «Уолсолла» в четвёртом раунде, а затем сделал хет-трик в матче против «Болтон Уондерерс» в пятом раунде. В полуфинале Кубка Англии против «Дерби Каунти» Брук сделал 2 голевые передачи, а «Сити» одержал победу со счётом 3:2. В финале Кубка «Манчестер Сити» встретился с «Эвертоном», капитаном которого был легендарный Дикси Дин. Также в составе «ирисок» выступал экс-игрок «Сити» Томми Джонсон. «Эвертон» разгромил «Сити» со счётом 3:0. Брук стал первым футболистом, надевшим футболку с номером «12» в финале Кубка Англии: игроки «Эвертона» надели футболки с номерами с «1» по «11», а игрокам «Сити» достались номера с «12» по «22».
По итогам Кубка Англии сезона 1933/34 «Сити» во второй раз подряд вышел в финал. В шестом раунде турнира Брук забил «чудо-гол» в ворота «Сток Сити» на глазах 84 569 зрителей, отправив мяч в ворота соперника кручёным ударом с самого края поля на левом фланге. Согласно Гари Джеймсу, «многие болельщики 1930-х годов утверждали, что тот гол [Эрика Брука] был величайшим голом, забитым «Сити» на «Мейн Роуд». В финале «Сити» встретился с «Портсмутом». На этот раз «Манчестер Сити» выиграл Кубок Англии со счётом 2:1 благодаря двум голам Фреда Тилсона (голевую передачу на первый из них отдал Брук).
В сезоне 1934/35 Брук забил 17 голов за клуб, а «Сити» завершил сезон на 4-м месте, на 10 очков отстав от «Арсенала», выигравшего чемпионский титул.
В следующем сезоне Брук стал лучшим бомбардиром «Манчестер Сити», забив 13 мячей. К тому моменту команду покинули Мэтт Басби и Сэм Кауан, но из «Брэдфорд Сити» был куплен Сэм Баркас. Нападающие «Сити» провели плохой сезон, и команда завершила чемпионат только на 9-м месте. После этого из «Блэкпула» был куплен нападающий Питер Дохерти.
В сезоне 1936/37 Брук сыграл во всех без исключения матчах «Манчестер Сити», который впервые в своей истории выиграл чемпионский титул. После Рождества команда не терпела поражений в лиге, выиграв 14 и сведя вничью 6 матчей. Чемпионский титул был оформлен 24 апреля 1937 года после победы над «Шеффилд Уэнсдей». Всего в том сезоне Брук забил 20 мячей и стал вторым, после Питера Дохерти, бомбардиром «Сити» в сезоне (Дохерти забил 30 мячей).
В сезоне 1937/38 «Сити» в ранге действующего чемпиона Англии не только не смог защитить свой титул, но и выбыл из Первого дивизиона, хотя забил голов больше, чем любая другая команда (80). Брук стал автором 16 голов. В следующем сезоне «Сити» не смог выйти из Второго дивизиона.
В 1939 году Эрик Брук провёл свой последний матч за «Манчестер Сити». В том же году все официальные турниры были прерваны в связи с началом Второй мировой войны. За 11 лет, проведённых в «Манчестер Сити», Брук забил 177 мячей в 494 матчах. Он был лучшим бомбардиром «Сити» до 2017 года, когда его рекорд побил Серхио Агуэро. Из 158 голов, которые Брук забил за «Сити», 145 были забиты в высшем дивизионе. Из левых вингеров в высшем английском дивизионе больше Брука забили только Клифф Бастин (150 голов) и Гренвилл Моррис (153 гола). Лучшим бомбардиром среди правых вингеров в высшем английском дивизионе был Том Финни (164 гола).

## Карьера в сборной
В 1929 году Брук дебютировал в составе национальной сборной Англии в матче против Ирландии. В сборной он конкурировал с Клиффом Бастином из «Арсенала», хотя были случаи, когда они оба выходили на поле в одной команде. Несмотря на конкуренцию за место в сборной Брук и Бастин были, по признанию последнего, «лучшими друзьями».
На домашнем чемпионате Британии 1934 года Брук забивал во всех матчах сборной Англии. В том году Англия заняла 2-е место, а победителем турнира стал Уэльс.
В ноябре 1934 года Брук принял участие в знаменитом матче против действующего чемпиона мира, сборной Италии, ставшим известным как «Битва на „Хайбери“». Сборная Англии не играла на чемпионате мира 1934 года, причём в Англии считалось, что именно англичане являются сильнейшей сборной мира. Семеро из 11 игроков той сборной выступали за «Арсенал». В самом матче Брук и Клифф Бастин «причинили итальянцам бесконечное число проблем своими передачами и быстрыми ударами». Брук не забил пенальти на первой минуте матча, но затем забил два гола с игры, а англичане одержали победу над чемпионами мира со счётом 3:2. Свой первый гол в ворота Карло Черезоли Брук забил головой после кросса Клиффа Бриттона, а второй — прямым ударом со штрафного, который Стэнли Мэтьюз описал как «удар молнии». Также Мэтьюз вспоминал, что тот матч был одним из самых жестоких, в которых он принимал участие за всю свою карьеру. После первого тайма у Брука была сломана рука, у капитана англичан Эдди Хэгуда — сломан нос, а у Теда Дрейка были синяки под обоими глазами. После игры Брук вернулся в Манчестер «с рукой, подвешенной на повязке».
Англичане выиграли домашний чемпионат Британии в сезоне 1934/35, в котором Брук забил один мяч (в ворота сборной Уэльса на «Ниниан Парк»). В следующем розыгрыше домашнего чемпионата Эрик вновь забил 1 мяч в ворота ирландцев, а чемпионами стали шотландцы.
2 декабря 1936 года Брук поучаствовал в разгроме сборной Венгрии со счётом 6:2, забив один из голов англичан.
На домашнем чемпионате Британии сезона 1937/38 забил свой последний гол за сборную (в игре против Ирландии). 17 ноября 1937 года провёл свой последний матч за национальную сборную. Англия выиграла чемпионат в том сезоне.

### Голы за сборную
| Дата             | Место проведения                      | Соперник  | Счёт | Турнир                     | Голы Брука |
| ---------------- | ------------------------------------- | --------- | ---- | -------------------------- | ---------- |
| 14 октября 1933  | «Уиндзор Парк», Белфаст               | Ирландия  | 3:0  | Домашний чемпионат 1933/34 | 1          |
| 15 ноября 1933   | «Сент-Джеймс Парк», Ньюкасл-апон-Тайн | Уэльс     | 1:2  | Домашний чемпионат 1933/34 | 1          |
| 14 декабря 1933  | «Уайт Харт Лейн», Лондон              | Франция   | 4:1  | Товарищеский матч          | 1          |
| 14 апреля 1934   | «Эмпайр-стэдиум», Лондон              | Шотландия | 3:0  | Домашний чемпионат 1933/34 | 1          |
| 29 сентября 1934 | «Ниниан Парк», Кардифф                | Уэльс     | 4:0  | Домашний чемпионат 1934/35 | 1          |
| 14 ноября 1934   | «Хайбери», Лондон                     | Италия    | 3:2  | Товарищеский матч          | 2          |
| 19 октября 1935  | «Уиндзор Парк», Белфаст               | Ирландия  | 3:1  | Домашний чемпионат 1935/36 | 1          |
| 2 декабря 1936   | «Хайбери», Лондон                     | Венгрия   | 6:2  | Товарищеский матч          | 1          |
| 23 октября 1937  | «Уиндзор Парк», Белфаст               | Ирландия  | 5:1  | Домашний чемпионат 1937/38 | 1          |

## Игровые характеристики
Брук был «нетипичным левым крайним нападающим» с правом «брожения по полю» (то есть без чёткой привязки к своей позиции). В случае необходимости он мог играть на любой позиции, включая вратарскую. Так, он заменял травмированного вратаря своей команды, как минимум, трижды на протяжении своей профессиональной карьеры. В одной из таких игр «Манчестер Сити» играл против «Челси». Вратарь «Сити» Фрэнк Свифт, получивший травму в той игре, вспоминал: «я ещё лежал на носилках, а Бруки уже стягивал с меня футболку, которая была на два размера больше его, и он уже был готов встать в ворота вместо меня».
Хотя номинально Брук был фланговым игроком, он часто играл на позиции центрфорварда и менял свою позицию на поле прямо по ходу матча, за что впоследствии сравнивался с такими игроками как Дон Реви и Нандор Хидегкути.

## После завершения карьеры
В 1939 году Брук и его одноклубник Фрэнк Свифт были приглашены в военную сборную Англии. В том году Брук сыграл в матчах против Уэльса и Южной Африки. В конце 1939 года он был вызван на матч военных сборных Англии и Шотландии. Во время поездки на матч с шотландцами в декабре 1939 года Брук и Сэм Баркас попали в автомобильную аварию, Брук получил перелом черепа. Он восстановился от травмы, но врачи запретили ему ударять по мячу головой. После этого он принял решение о завершении карьеры футболиста. Его товарищи по сборной, включая Фрэнка Свифта, Рейча Картера, Стэнли Мэтьюза, Клиффа Бастина и Томми Лоутона продолжили играть в футбол после войны. Брук же после войны работал водителем в своём родном городе Мексборо. Позднее он также работал барменом в Галифакасе и крановщиком в Манчестере.
Умер в своём доме в Уитеншо 29 марта 1965 года в возрасте 57 лет.

## Статистика выступлений
| Клуб             | Сезон            | Лига | Лига | Кубок | Кубок | Прочие | Прочие | Итого | Итого |
| Клуб             | Сезон            | Игры | Голы | Игры  | Голы  | Игры   | Голы   | Игры  | Голы  |
| ---------------- | ---------------- | ---- | ---- | ----- | ----- | ------ | ------ | ----- | ----- |
| Барнсли          | 1925/26          |      |      |       |       |        |        |       |       |
| Барнсли          | 1926/27          |      |      |       |       |        |        |       |       |
| Барнсли          | 1927/28          |      |      |       |       |        |        |       |       |
| Итого            | Итого            | 78   | 18   |       |       |        |        | 78    | 18    |
| Манчестер Сити   | 1927/28          | 12   | 2    |       |       |        |        | 12    | 2     |
| Манчестер Сити   | 1928/29          | 42   | 14   | 1     | 0     |        |        | 43    | 14    |
| Манчестер Сити   | 1929/30          | 40   | 16   | 5     | 1     |        |        | 45    | 17    |
| Манчестер Сити   | 1930/31          | 42   | 16   | 1     | 0     |        |        | 43    | 16    |
| Манчестер Сити   | 1931/32          | 42   | 10   | 5     | 3     |        |        | 47    | 13    |
| Манчестер Сити   | 1932/33          | 42   | 15   | 7     | 6     |        |        | 49    | 21    |
| Манчестер Сити   | 1933/34          | 38   | 8    | 8     | 3     |        |        | 46    | 11    |
| Манчестер Сити   | 1934/35          | 40   | 17   | 1     | 0     | 1      | 0      | 42    | 17    |
| Манчестер Сити   | 1935/36          | 40   | 13   | 3     | 3     |        |        | 43    | 16    |
| Манчестер Сити   | 1936/37          | 42   | 20   | 4     | 2     |        |        | 46    | 22    |
| Манчестер Сити   | 1937/38          | 36   | 16   | 4     | 1     | 1      | 0      | 41    | 17    |
| Манчестер Сити   | 1938/39          | 34   | 11   | 2     | 0     | 1      | 0      | 37    | 11    |
| Манчестер Сити   | 1939/40          | 3    | 1    |       |       | 5      | 2      | 8     | 3     |
| Итого            | Итого            | 450  | 158  | 41    | 19    | 8      | 2      | 499   | 179   |
| Всего за карьеру | Всего за карьеру | 528  | 176  | 41    | 19    | 8      | 2      | 577   | 197   |

## Достижения
Манчестер Сити
- Обладатель Кубка Англии: 1933/34
- Чемпион Англии: 1936/37